# Port lotniczy An-Nazur
Port lotniczy An-Nazur – port lotniczy położony w pobliżu An-Nazur, w północnym Maroku, nas Morzem Śródziemnym. Port lotniczy obsługuje również hiszpańską enklawę Melilla.

## Linie lotnicze i połączenia
| Linia Lotnicza    | Kierunek |
| ----------------- | --- |
| Air Arabia Maroc  | 1. Amsterdam 2. Barcelona 3. Bruksela 4. Kolonia/Bonn 5. Frankfurt-Hahn 6. Montpellier 7. Palma de Mallorca 8. Strasburg 9. Tanger Sezonowo: 1. Madryt |
| Air Horizont      | Sezonowe czartery: 1. Porto (od 3 czerwca 2024) |
| Azores Airlines   | Sezonowe czartery: 1. Lizbona |
| Brussels Airlines | Sezonowo: 1. Bruksela |
| Corendon Airlines | Sezonowo: 1. Kolonia/Bonn 2. Düsseldorf |
| Eurowings         | Sezonowo: 1. Kolonia/Bonn 2. Düsseldorf 3. Hamburg |
| Iberia            | Sezonowo: 1. Alicante 2. Madryt 3. Malaga 4. Palma de Mallorca                                                                                         |
| Royal Air Maroc   | 1. Amsterdam 2. Bruksela 3. Casablanca 4. Tanger Sezonowo: 1. Barcelona 2. Düsseldorf 3. Frankfurt 4. Madryt                                           |
| Ryanair           | 1. Barcelona 2. Paryż-Beauvais 3. Bruksela-Charleroi 4. Frankfurt-Hahn 5. Madryt 6. Marsylia 7. Weeze Sezonowo: 1. Malaga 2. Tuluza                    |
| Smartwings        | Sezonowe czartery: 1. Praga |
| Transavia.com     | 1. Paryż-Orly 2. Rotterdam |
| TUI fly Belgium   | 1. Antwerpia 2. Bruksela 3. Eindhoven Sezonowo: 1. Rotterdam (od 28 czerwca 2024)                                                                      |